# Инхибиција
Инхибиција је задржавање, успоравање или онемогућавање одвијања неког физиолошког или менталног процеса или поступка помоћу неког друштвеног процеса. Инхибиција може бити ретроактивна, када нешто што је актуелно научено онемогућава репродукције раније наученог. Код проактивне инхибиције дешава се да актуелно научено градиво кочи учење новог. Такође, инхибиција може бити и реципрочна. У психологији, педагогији, социјалном раду, медицини и психијатрији као и другим подручјима, сукобљавање и међусобно ометање два несагласна процеса, мотива или акта, која су изазвана унутрашњим или спољним дражима.